# Њубург (Мисури)
Њубург (енгл. Newburg) град је у америчкој савезној држави Мисури.

## Демографија
По попису из 2010. године број становника је 470, што је 14 (-2,9%) становника мање него 2000. године.
| Група             | 2000.       | 2010.       |
| Белци             | 467 (96,5%) | 459 (97,7%) |
| Афроамериканци    | 0 (0,0%)    | 0 (0,0%)    |
| Азијати           | 2 (0,4%)    | 1 (0,2%)    |
| Хиспаноамериканци | 3 (0,6%)    | 5 (1,1%)    |
| Укупно            | 484         | 470         |